# 米久ケンコーハム
米久ケンコーハム株式会社（よねきゅうケンコーハム）は、かつて静岡県三島市に本社を置き、加工食品の製造・販売を行っていた企業。
伊藤ハム米久ホールディングスの傘下企業で、米久の100%子会社。旧社名は明治ケンコーハム株式会社。

## 概要
主に、ハム・ソーセージ・ベーコンなどの食肉加工食品の製造・販売を行っていた。支店・事業所は、関東地方を中心に東北、中部、関西地方でも営業していた。また、静岡県には三島工場があり、同社の所有する唯一の工場であった。
かつては明治ホールディングス傘下の企業であり、明治の子会社であった。2019年12月2日付で、明治が保有する当社全株式を伊藤ハム米久ホールディングス傘下の米久へ譲渡。同時に、明治グループから離脱した。2020年4月1日、商号を米久ケンコーハム株式会社へ変更すると同時に、本社を三島工場がある静岡県三島市へ移転。その後、2021年1月に米久と事業統合し、三島工場はケンコー工場へ改称。当社は清算手続に入り、2021年3月31日に清算が結了したと同時に法人格が消滅した。

## 沿革
- 1964年（昭和39年）11月 - 共に1948年（昭和23年）10月創業の東京都大田区の西川食品工業株式会社及び神奈川県平塚市の大貫食品工業株式会社が企業合同し、ケンコーハム株式会社が発足。
- 1970年（昭和45年）9月 - 明治乳業とケンコーハムが資本並びに業務提携。また、明治乳業がケンコーハムの株式50％を取得し、社名を明治ケンコーハム株式会社とする。
- 1971年（昭和46年）10月 - 三島工場がJAS認定工場として承認。
- 1978年（昭和53年）9月 - 子会社のケンコーエキスプレスを設立。
- 1997年（平成9年）6月 - 本社を東京都品川区及び東京都大田区へ移転。
- 1998年（平成10年）11月 - 三島工場が総合衛生管理製造過程（HACCP）承認を取得。
- 2001年（平成13年）12月 - 三島工場がISO14001に登録。
- 2005年（平成17年）2月 - 本社を東京都品川区西五反田へ移転。
- 2016年（平成28年）4月 - 子会社のケンコーエキスプレス株式会社を吸収合併。
- 2017年（平成29年）3月 - 本社を明治東陽町ビルへ移転。
- 2019年（令和元年）12月 - 明治が保有している全株式を米久へ譲渡。
- 2020年（令和2年）4月 - 商号を米久ケンコーハム株式会社へ変更。
- 2021年（令和3年）
  - 1月 - 米久と事業統合。米久ケンコーハム三島工場は米久ケンコー工場となる。
  - 3月 - 清算が結了し、法人格消滅。

## 主な製品
- ハム、ソーセージ、ベーコンなど
- ハンバーグ、冷凍食品、総菜等食肉系加工製品
- 牛肉、豚肉、鶏肉の加工製品